# Lophiotoma
Lophiotoma là một chi ốc biển, là động vật thân mềm chân bụng sống ở biển trong họ Turridae.

## Các loài
Các loài thuộc chi Lophiotoma bao gồm:
- Lophiotoma abbreviata (Reeve, 1843)[3]
- Lophiotoma acuta (Perry, 1811)[4]
- Lophiotoma albina (Lamarck, 1822)[5]
- Lophiotoma babylonia (Linnaeus, 1758)[6]
- Lophiotoma bisaya Olivera, 2004[7]
- Lophiotoma brevicaudata [8]
- Lophiotoma capricornica Olivera, 2004[9]
- Lophiotoma cerithiformis: đồng nghĩa của Daphnella lirata (Reeve, 1845)
- Lophiotoma cingulifera (Lamarck, 1822)[10]: đồng nghĩa của Iotyrris cingulifera (Lamarck, 1822)
- Lophiotoma dickkilburni Olivera, 2004[11]
- Lophiotoma friedrichbonhoefferi Olivera, 2004[12]
- Lophiotoma indica (Röding, 1798)[13]
- Lophiotoma madagascarensis Olivera, 2004[14]
- Lophiotoma notata (Sowerby III, 1889)[15]
- Lophiotoma olangoensis Olivera, 2002[16]
- Lophiotoma panglaoensis Olivera, 2004[17]
- Lophiotoma pseudoannulata Dell, 1990[18]
- Lophiotoma pseudocosmoi Baoquan Li & Xinzheng Li, 2008[19]
- Lophiotoma ruthveniana (Melvill, 1923)[20]
- Lophiotoma tayabasensis Olivera, 2004[21]
- Lophiotoma tigrina Lamarck[22]
- Lophiotoma verticala Baoquan Li & Xinzheng Li, 2008[23]

## Hình ảnh

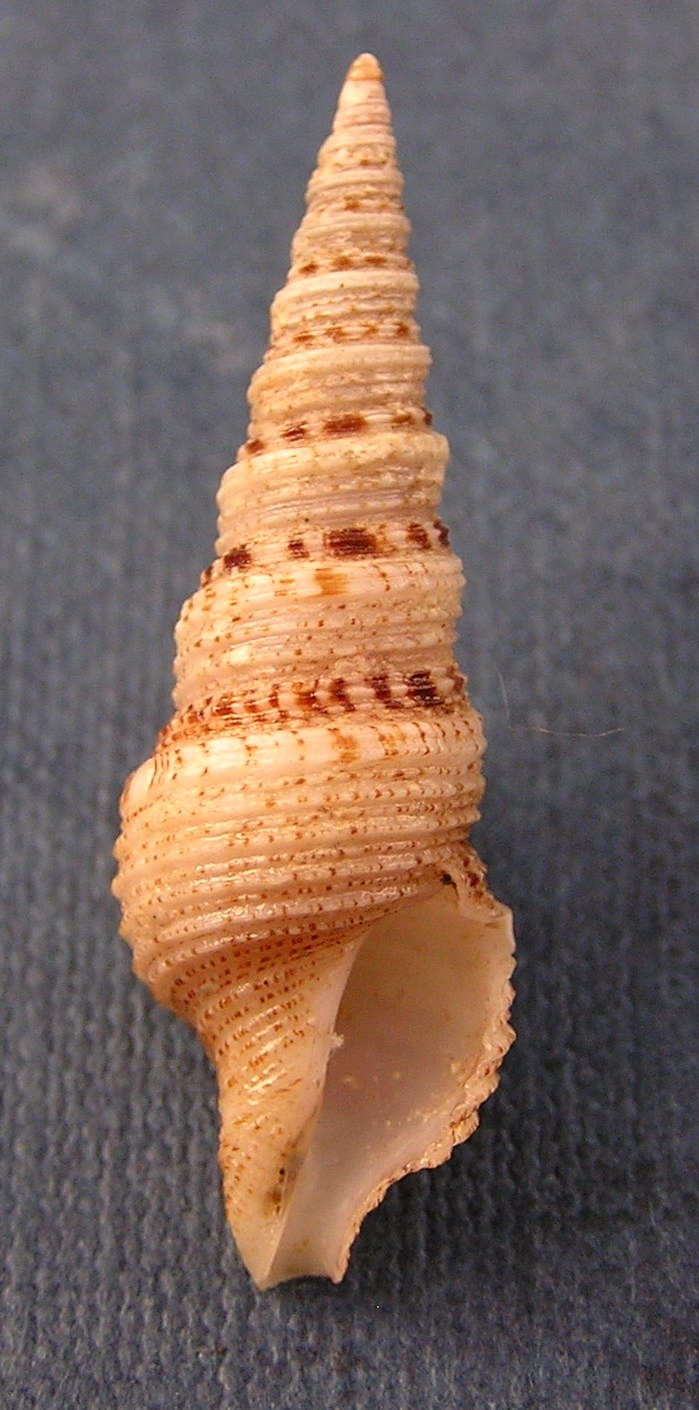